# Jenny Slate
Jennifer Sarah Slate (Milton, Massachusetts, 1982. március 25. –) amerikai színésznő, humorista és író.

## Filmográfia

### Film
| Év   | Magyar cím                        | Eredeti cím                                  | Szerep                      | Magyar hang       |
| ---- | --------------------------------- | -------------------------------------------- | --------------------------- | ----------------- |
| 2010 |                                   | Marcel the Shell with Shoes On (rövidfilm)   | Marcel (hangja)             |                   |
| 2011 | Alvin és a mókusok 3.             | Alvin and the Chipmunks: Chipwrecked         | Zoe                         | Kéri Kitty        |
| 2012 | Kémes hármas                      | This Means War                               | Emily                       | Balsai Móni       |
| 2012 | Lorax                             | The Lorax                                    | Mrs. Wiggins (hangja)       | Für Anikó         |
| 2013 |                                   | Bitch                                        | Molly Horner (rövidfilm)    |                   |
| 2014 | Valentin-napi meglepetés          | Obvious Child                                | Donna Stern                 |                   |
| 2014 | A leghosszabb hét                 | The Longest Week                             | Jocelyn                     | Haffner Anikó     |
| 2015 | Az eltűnt tűz nyomában            | Digging for Fire                             | Yoga Couple                 |                   |
| 2016 | Zűrös hétvége                     | Joshy                                        | Jodi                        | Andrádi Zsanett   |
| 2016 | Zootropolis – Állati nagy balhé   | Zootopia                                     | Nyájasbari (hangja)         | Peller Anna       |
| 2016 | Kedves öcsém, facsiga             | My Blind Brother                             | Rose                        | Szilágyi Csenge   |
| 2016 | A kis kedvencek titkos élete      | The Secret Life of Pets                      | Gigi, a törpespicc (hangja) | Jordán Adél       |
| 2016 | Lángoló agy                       | Brain on Fire                                | Margo                       | Szilágyi Csenge   |
| 2017 | Forródrót                         | Landline                                     | Dana Jacobs                 | Bánfalvi Eszter   |
| 2017 |                                   | The Polka King                               | Marla Lewan                 |                   |
| 2017 | Lego Batman – A film              | The Lego Batman Movie                        | Harley Quinn (hangja)       | Jordán Adél       |
| 2017 | A tehetség                        | Gifted                                       | Bonnie                      | Nemes Takách Kata |
| 2017 |                                   | Aardvark                                     | Emily Milburton             |                   |
| 2017 |                                   | Batman is Just Not That Into You (rövidfilm) | Harley Quinn (hangja)       |                   |
| 2017 | Gru 3.                            | Despicable Me 3                              | Valerie Da Vinci (hangja)   | Bata Éva          |
| 2018 | Hotel Artemis – A bűn szállodája  | Hotel Artemis                                | Morgan                      | Pap Kati          |
| 2018 | Venom                             | Venom                                        | Dr. Dora Skirth             | Jordán Adél       |
| 2019 |                                   | The Sunlit Night                             | Frances                     |                   |
| 2019 | A kis kedvencek titkos élete 2.   | The Secret Life of Pets 2                    | Gigi, a törpespicc (hangja) | Jordán Adél       |
| 2019 | Super Gidget (rövidfilm)          |                                              | Gigi, a törpespicc (hangja) |                   |
| 2020 | Felkeverve                        | On the Rocks                                 | Vanessa                     |                   |
| 2021 |                                   | Marcel the Shell with Shoes On               | Marcel (hangja)             |                   |
| 2023 | Jöjj vissza hozzám                | I Want You Back                              | Emma                        |                   |
| 2023 | Minden, mindenhol, mindenkor      | Everything Everywhere All at Once            | Debbie                      | Kis-Kovács Luca   |
| 2023 | Bob burgerfalodája – A film       | The Bob's Burgers Movie                      | Tammy (hangja)              |                   |
| 2024 | It Ends With Us – Velünk véget ér | It Ends with Us                              | Allysa                      | Szilágyi Csenge   |
| 2025 | Elektronikus állam                | The Electric State                           | Levelin (hangja)            | Nemes Takách Kata |

## Fordítás
- Ez a szócikk részben vagy egészben  a   Jenny Slate című angol Wikipédia-szócikk ezen változatának fordításán alapul.  Az eredeti cikk szerkesztőit annak laptörténete sorolja fel. Ez a jelzés csupán a megfogalmazás eredetét és a szerzői jogokat jelzi, nem szolgál a cikkben szereplő információk forrásmegjelöléseként.